# Résolution 963 du Conseil de sécurité des Nations unies
Membres permanents
- Chine
- États-Unis
- France
- Royaume-Uni
- Russie

Membres non permanents
- Argentine
- Brésil
- Djibouti
- Espagne
- Nigéria
- Nouvelle-Zélande
- Oman
- Pakistan
- République tchèque
- Rwanda

Résolution no 962 Résolution no 964
La Résolution 963 est une résolution du Conseil de sécurité des Nations unies adoptée le 29 novembre 1994, dans sa 3469e séance, concernant les Palaos et qui recommande à l'Assemblée générale des Nations unies d'admettre ce pays comme nouveau membre.

## Vote
La résolution a été adoptée à l'unanimité.

## Contexte historique
À la suite de cette résolution ce pays est admis à l'ONU le 15 décembre 1994,.

## Texte
- Résolution 963 Sur fr.wikisource.org
- Résolution 963 Sur en.wikisource.org